# Stenamma felixi
Stenamma felixi är en myrart som beskrevs av Mann 1922. Stenamma felixi ingår i släktet Stenamma och familjen myror. Inga underarter finns listade i Catalogue of Life.